# Paul Hastings Allen
Paul Hastings Allen (Boston, Massachusetts, 28 de novembre, 1883 – Idem. 28 de setembre, 1952) va ser un compositor nord-americà.

## Biografia
Va néixer a Hyde Park, un barri de Boston. Després de graduar-se a Harvard College (A. B., 1903), va anar a Florència, Itàlia, on va estudiar composició amb Antonio Scontrino i piano amb Giuseppe Buonamici. Durant la Primera Guerra Mundial, va servir al servei diplomàtic dels Estats Units. Després de tornar a Boston el 1920, va romandre la resta de la seva vida. Va ser un prolífic compositor d'òperes, simfonies, música de cambra i vocal. Va escriure una òpera basada en The Last of the Mohicans de James Fenimore Cooper. Va ser guardonat amb el Premi Paderewski per la seva simfonia titulada Pilgrim. Encara que datat de 1909, el premi es va atorgar el gener de 1910. Moltes de les seves obres es troben a la biblioteca de la Universitat Harvard.

## Obra
Òperes

- The Monastery (1911)
- It filtro (Gènova, Octubre 26, 1912)
- Milda (Venècia, Juny 14, 1913)
- L'ultimo dei Mohicani (Florència, Febrer 24, 1916)
- Cleopatra (1921)
- La piccolo Figaro (1931)[3]
- I fiori
- The Amaranths

### Symphonies
- Symphony No. 1 in G, Al Mare
- Symphony No. 2 in C, Cosmopolitan
- Symphony No. 3 in E, Liberty
- Symphony No. 4 in A, Lyra
- Symphony No. 5 in E, Phoebus
- Symphony No. 6 in D, Pilgrim (received the Paderewski Prize, 1909)
- Symphony No. 7 in E-flat, Somerset
- Symphony No. 8 in D, Utopia.[4]